# Ion L. Casian

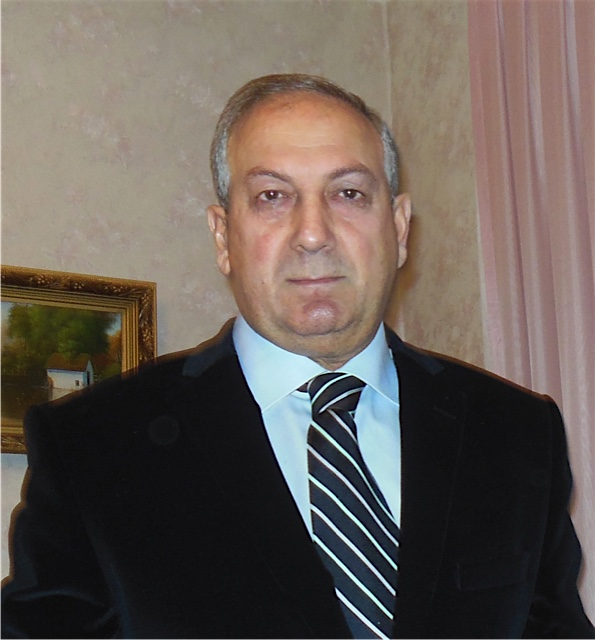
Ion L. Casian

Ion L. Casian (n. 7 iulie 1950, în satul Zgărdești, raionul Telenești, Republica Moldova) este doctor în științe tehnice, inginer proiectant aparataj radio și fost politician moldovean, care a îndeplinit funcția de ministru în domeniul comunicațiilor și tehnologiei informației în perioada 1992-1998.

## Biografie
Ion L. Casian s-a născut la 7 iulie 1950, în satul Zgărdești, raionul Telenești, Republica Moldova). A absolvit  Universitatea  Tehnică  din  Chișinău. A fost inginer-șef interimar, inginer-șef al filialei Chișinău al Institutului de cercetări științifice "Argon" (1979-1988),  director  al Uzinei  de  computere  Compex (1988-1992). A fost Ministru al Comunicațiilor și Informaticii (acum Ministerul Tehnologiei Informației și Comunicațiilor ) în  Guvernul Andrei Sangheli (1992-1994) și Guvernul Ion Ciubuc (1) (1994-1998). Din 1998 activează în compania Ericsson, până în anul 2009.

## Activitate ministerială
În perioada de aflare la conducerea Ministerului (1992-1998) a contribuit la obținerea de către Republica Moldova a statutului de membru al Uniunii Internaționale a Telecomunicațiilor (UIT) și de membru al Conferinței Europene a Administrațiilor pentru Poștă și Telecomunicații (CEPT), la separarea funcțiilor de reglementare de cele de politici publice și de operare a serviciilor și la crearea întreprinderilor de stat „Moldtelecom”, „Poșta Moldovei”, „Centrul de Radio și Televiziune” (acum întreprinderea de stat "Radiocomunicații" și „Centrul Republican de Informatică” (acum întreprinderea de stat "Molddata") ca operatori naționali, a [Inspectoratul de Stat pentru Frecvențe Radio (acum Centrul Național pentru Frecvențe Radio)] și a Comisiei de Stat pentru Frecvențe Radio. A reprezentat Republica Moldova la Conferința Plenipotențiară a Uniunii Internaționale a Telecomunicațiilor de la Kyoto PP94 și a semnat Actele Finale. În calitate de Ministru a promovat dezvoltarea politicilor și cadrului normativ (aprobarea Concepției informatizării Republicii Moldova și a Proiectului Director privind informatizarea societății,  elaborarea Masterplanului pentru dezvoltarea sectorului de telecomunicații pentru perioada 1994-2003   cu suportul  companiei  "Detecon" (Germania),  Regulamentului cu privire la eliberarea licențelor în comunicații, adoptarea Legii Telecomunicațiilor și Legii Poștei, aprobarea Tabelului Național de atribuire a benzilor de frecvență al Republicii Moldova) și eliberarea primelor licențe: pentru TV prin cablu, posturi private de radio, servicii “paging and trunked”; de telefonie celulară mobilă NMT; de telefonie celulară mobilă GSM.  A fost inițiat procesul de restructurare și privatizare a Întreprinderii de Stat MOLDTELECOM. A contribuit la implementarea Acordului de operare între Ministerul Comunicațiilor și Informaticii și operatorii de stat ca document de reglementare a activității operatorilor și la construirea  rețelei de fibra optica și conectarea ei cu rețeaua României , a fost lansat Internet-ul și serviciile de poștă electronică. În această perioadă, conform politicii Ministerului, a fost lansat procesul de digitizare a rețelelor de comunicații electronice și  implementat Sistemul de management al telecomunicațiilor din Republica Moldova.